# Ixtlán de Juárez
Ixtlán de Juárez é uma cidade e município do estado mexicano de Oaxaca cerca de 65 km ao norte da cidade de Oaxaca de Juárez na Federal Highway 175 em direção a Veracruz. É parte do Distrito de Ixtlán na região da Sierra Norte de Oaxaca.